# 180°
180° – drugi album studyjny polskiej piosenkarki Juli, wydany 17 czerwca 2014 nakładem wytwórni płytowej My Music.
Album zawiera 13 premierowych kompozycji wokalistki oraz jeden utwór dodatkowy, a jego pierwszym promującym singlem został utwór „Ślad”.
Drugim singlem promującym wydawnictwo został utwór „Nieśmiertelni”. 25 września 2014 roku wydany został trzeci singel „Będę za Tobą” z udziałem męża artystki, Fabisza.
Album zadebiutował na 24. miejscu zestawienia OLiS.

## Lista utworów
1. „Nie odwrócę się” – 3:38
2. „Za kilka lat” (oraz Frenchy) – 4:02
3. „Ślad” – 3:26
4. „Zapach kawy” – 3:15
5. „Nieśmiertelni” – 3:57
6. „Nieznana przepaść” (oraz DZK) – 3:58
7. „Jesteś daleko” – 3:01
8. „Nie pierwszy raz” – 3:37
9. „W snach” – 3:15
10. „Będę za Tobą” (oraz Fabisz) – 3:18
11. „Ucieknijmy” – 3:03
12. „Odpowiedź” – 4:36
13. „Poprowadź nas” – 3:19
14. „Przed siebie” (utwór dodatkowy) – 2:50

## Pozycja na liście sprzedaży
| Kraj   | Lista sprzedaży (2014)    | Najwyższa pozycja |
| ------ | ------------------------- | ----------------- |
| Polska | Oficjalna Lista Sprzedaży | 24                |